# Грейт Истерн (роман)
«Грейт Истерн» (англ. Great Eastern, греч. Ο Μέγας Ανατολικός) — роман греческого писателя и поэта-сюрреалиста Андреаса Эмбирикоса. Роман был в основном написан в 1945—1951 годах и значительно перерабатывался до 1970 года. Финальная версия, выпущенная издательством Άγρα в 1990—1992 годах в восьми томах, состояла  пяти частей, ста глав и 2100 страниц.
Роман повествует о плавании на корабле «Грейт Истерн» (прототип существовал в действительности) через Атлантический океан из Ливерпуля в Нью-Йорк с 21 мая по 1 июня 1867 года. Герои романа — пассажиры лайнера, которые наслаждаются любовью без ограничений и во всевозможных формах. В образе греческого поэта Андрея Сперхи угадывается автобиографическая основа.
Роман был полярно воспринят критиками: одни ругали за избыточной эротизм, приравнивая к порнографии,  другие восприняли с энтузиазмом, обнаруживая в произведение многочисленные скрытые смыслы, в том числе политические аллюзии, истоком которых была жизнь Эмбирикоса, и психоаналитические построения, которые также являлись следствием профессионального интереса автора. Некоторые критики сравнивали роман с работами маркиза де Сада. Через 12 лет после публикации издатель был признан виновным в распространении непристойных материалов и приговорён к трём месяцам заключения.
По утверждению издателя, первое издание романа имело коммерческий успех.